# Дональд Н. Сміт
Дональд Нікерсон Сміт (народився в 1940 році) є керівником ресторану McDonald's, Burger King та інших ресторанів швидкого харчування в другій половині 20 століття.
Сміт був старшим виконавчим віце-президентом і головним операційним директором корпорації «McDonald's», перш ніж залишити посаду генерального директора корпорації «Burger King» з 1977 по 1980 роки, а потім працював у керівництві Diversifoods, найбільшого франчайзі компанії «Burger King» , пізніше перейшов до Pepsico, щоб покращити продажі в Pizza Hut та Тако Белл.
Сміт керував невдалим викупом Diversifoods перед тим, як залишити посаду генерального директора в 1985 році, щоб розпочати партнерство з Holiday Inns Inc. і Investment Limited Partnership, щоб створити Tennessee Restaurant Company. 
Ділова практика Сміта допомогла сформувати сучасні операційні процедури та рекламні моделі для галузі.  